# Bayerische Numismatische Gesellschaft
Die Bayerische Numismatische Gesellschaft e.V. (Abkürzung BNG) ist ein gemeinnütziger Verein mit dem Sitz in München. Sie widmet sich der Pflege, Förderung und Auswertung der Numismatik und ihrer Hilfswissenschaften.

## Geschichte
Die Bayerische Numismatische Gesellschaft wurde 1881 gegründet und ist damit eine der ältesten derartigen Vereinigungen in Europa. Sie ist die größte Numismatische Gesellschaft in Deutschland mit weltweit über 400 Mitgliedern, darunter auch internationalen Institutionen. Die Bayerische Numismatische Gesellschaft selbst ist Mitglied der 1951 gegründeten Deutschen Numismatischen Gesellschaft e.V. (DNG).
Erster Vorsitzender war der Bankier und Sammler Max von Wilmersdörffer. Die Gründung wurde am 10. und 11. August 1881 anlässlich einer Anthropologen-Tagung in Regensburg beschlossen, die konstituierende Sitzung fand am 29. Oktober 1881 in München statt. Die bayerischen Kreise (Oberbayern, Niederbayern, Pfalz, Oberpfalz, Oberfranken, Mittelfranken, Unterfranken, Schwaben und Neuburg) waren vom Anfang an durch Obmänner vertreten. Ebenfalls wurde ein „Selbstverlag“ beschlossen, das Redaktionskomitee für die „Mittheilungen der Bayerischen Numismatischen Gesellschaft“ (MBNG) führte Eugen Merzbacher. Der Ausschuss bat König Ludwig II. um Übernahme des Protektorats, was bewilligt wurde. Die 1. Generalversammlung der Gesellschaft fand vom 13. bis 15. August 1882 in Nürnberg statt.
Nach dem Ersten Weltkrieg findet sich die Gesellschaft nur zögernd wieder zusammen. Die nachfolgende Inflation tut ein Übriges, sodass man bei der Herausgabe der Mitteilungen der Bayerischen Numismatischen Gesellschaft auf „freiwillige Beiträge der Mitglieder und sonstige Spenden angewiesen“ ist. Der Jahresbeitrag wird für deutsche und österreichische Mitglieder von 30 auf 300 Mark erhöht, während er für ausländische Mitglieder nach wie vor bei 6 Goldmark bleibt. Durch den Anschluss Österreichs an das Deutsche Reich im März 1938 entsteht nochmals eine neue Situation. In Wien begannen Verhandlungen mit der Österreichischen Numismatische Gesellschaft wegen eines Beitritts der österreichischen Gesellschaft zur Deutschen Numismatischen Gesellschaft und der Zusammenfassung weiterer numismatischer Zeitschriften. Das daraus entstehende „Deutsche Jahrbuch für Numismatik“ als „künftig die einzig wissenschaftlich-numismatische Jahreszeitschrift Großdeutschlands“ erschien 1938 bis 1941 in drei Bänden in München als Fortsetzung der Numismatischen Zeitschrift (Wien), der Zeitschrift für Numismatik (Berlin) und der Mitteilungen der Bayerischen Numismatischen Gesellschaft (München). Die Absicht, die Bayerische Numismatische Gesellschaft in eine NS-Organisation einzugliedern, konnte vereitelt werden, weil stattdessen Mitglieder der Gesellschaft Beratung und Vortrag in der einschlägigen Münzsammelgruppe übernahmen. Ab 1945 kamen die Aktivitäten der Gesellschaft praktisch zum Erliegen.
Erst am 4. Dezember 1947 konstituierte sich die Bayerische Numismatische Gesellschaft von Neuem. Zur Herausgabe eines neuen Jahrbuchs bildete sich ein Redaktionsausschuss (Max Bernhart, Hans Gebhart, Erich Hoffmann). Am 17. Dezember 1947 wurde das Bayerische Staatsministerium des Innern um die Lizenz für das Weiterbestehen der Gesellschaft gebeten, sodass ab März 1948 wieder zu regelmäßigen Mitgliederversammlungen eingeladen werden konnte. In der Zwischenzeit hatte die Währungsreform vom 20. Juni 1948 die Herausgabe der Nachfolge-Publikation verzögert, sodass erst 1949 der erste Band der neuen Publikationsreihe der Bayerischen Numismatischen Gesellschaft unter dem Titel „Jahrbuch für Numismatik und Geldgeschichte“ (JNG) in der Folge mit Unterstützung der Deutschen Forschungsgemeinschaft erscheinen konnte.
Alfred Noss war von 1921 bis zu seinem Tode 1947 Vorsitzender der Bayerischen Numismatischen Gesellschaft. Zu den späteren Vorsitzenden der Bayerischen Numismatischen Gesellschaft gehörte unter anderen von 1968 bis 1971 der  Provinzialrömische Archäologe und Numismatiker Hans-Jörg Kellner. Frühere Mitglieder der Bayerischen Numismatischen Gesellschaft waren z. B. der Numismatiker und frühere Direktor der Staatlichen Münzsammlung München Harald Küthmann, der Althistoriker und Numismatiker Konrad Kraft, der Numismatiker Peter Robert Franke, Ehrenmitglied der Bayerischen Numismatischen Gesellschaft, sowie der Numismatiker und frühere Direktor der Staatlichen Münzsammlung München Bernhard Overbeck. Wissenschaftlich aktive Mitglieder der BNG sind zurzeit z. B. der ehemalige Direktor der Staatlichen Münzsammlung München Dietrich Klose und der Althistoriker Wolfgang Günther.

## Aufgaben und Aktivitäten

### Aufgabe
Aufgabe der Gesellschaft ist die Pflege, Förderung und Auswertung der Numismatik und ihrer Hilfswissenschaften, insbesondere die Verbreitung der Kenntnisse auf dem Gebiet der Münz-, Medaillen- und Siegelkunde unter Berücksichtigung der damit zusammenhängenden geldgeschichtlichen, kulturgeschichtlichen und finanziellen Fragen, der Zusammenschluss der an diesem Gebiet interessierten Wissenschaftler, Künstler, Sammler und sonstigen Personen zur gegenseitigen Anregung und Förderung, die Veröffentlichung wissenschaftlicher und die Unterstützung künstlerischer Arbeiten, die Aufklärung breiterer Bevölkerungskreise und insbesondere der Jugend über münzkundliche Fragen, besonders über die Bedeutung und die erste Behandlung von Münzfunden und die Sammlung und Auswertung geldgeschichtlicher Erfahrungen für die Zwecke der Wirtschaftswissenschaft und der praktischen Geldpolitik.
Die Bayerische Numismatischen Gesellschaft steht in Verbindung mit gleichartigen Gesellschaften und wissenschaftlichen Institutionen des In- und Auslandes; insbesondere arbeitet sie eng mit bayerischen staatlichen und städtischen Museen zusammen.

### Medaillen

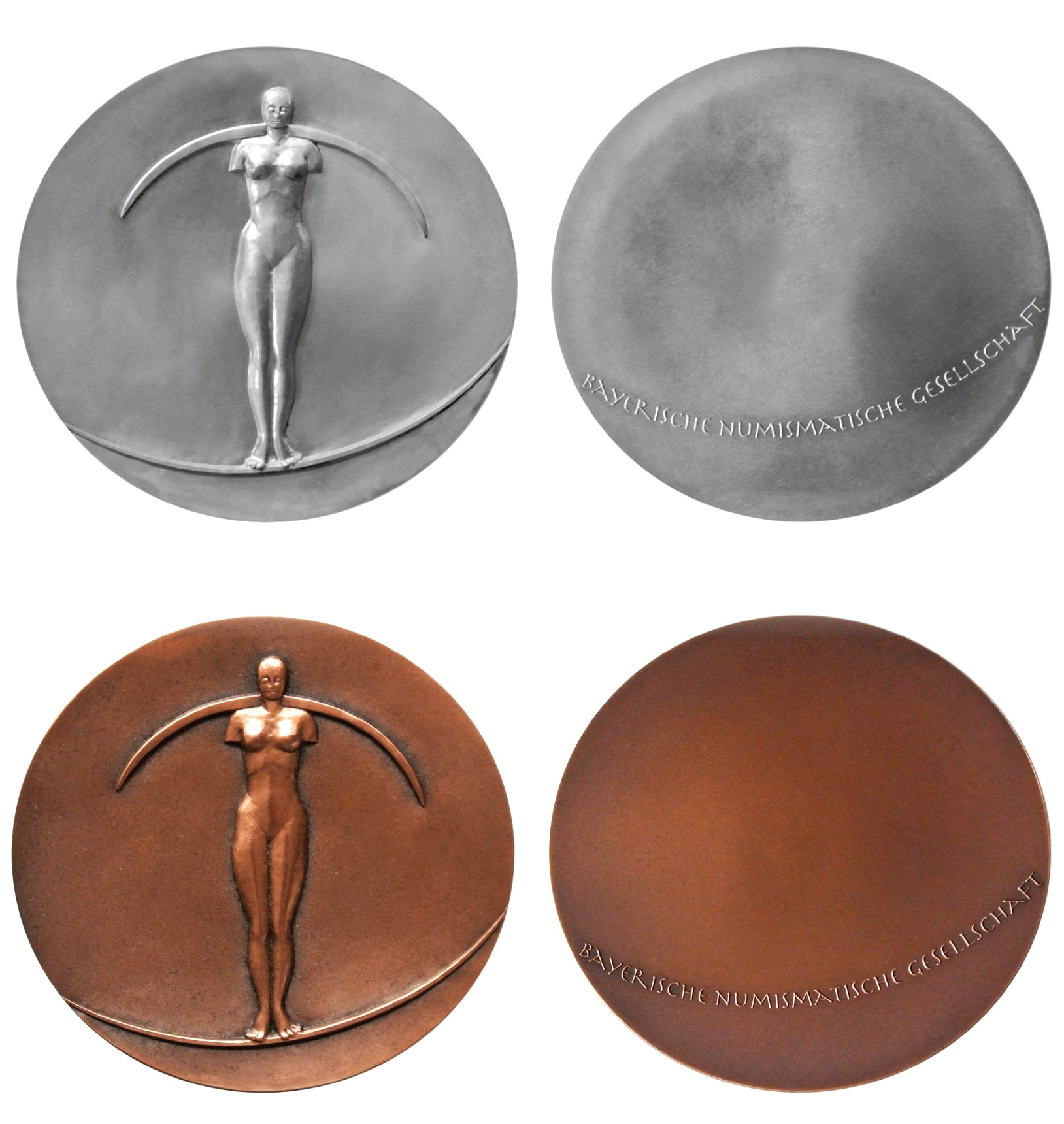
2016-Medaillen der Bayerische Numismatische Gesellschaft

Die von der Bayerischen Numismatischen Gesellschaft herausgegebenen Medaillen, Plaketten und Abzeichen der vergangenen 135 Jahre spiegeln die Geschichte der Gesellschaft wider. Die Medaillen können auf der Website der Bayerischen Numismatischen Gesellschaft betrachtet werden.

### Publikationen
Die neuesten Erkenntnisse auf dem Gebiet der Numismatik werden im Jahrbuch für Numismatik und Geldgeschichte (JNG) veröffentlicht. Das JNG wird von der BNG herausgegeben, es entsteht in Zusammenarbeit mit der Staatlichen Münzsammlung München und zahlreichen Experten die am Peer Review teilnehmen. 
Von 1882 bis 1937 erschienen jährlich die „Mitteilungen der Bayerischen Numismatischen Gesellschaft“. In der NS-Zeit nannte sich das Jahrbuch „Deutsches Jahrbuch für Numismatik“ und seit 1949 erscheint regelmäßig das wissenschaftliche JNG, mit zahlreichen Artikeln zu Numismatik, Medaillenkunde und Geldgeschichte. Mitglieder der Bayerischen Numismatischen Gesellschaft beziehen die Zeitschrift kostenlos. Die Bände des international bedeutenden „Jahrbuch für Numismatik und Geldgeschichte“ seit 1949 sind als PDF im Netz erhältlich.
Redaktionsmitglieder des JNG sind zurzeit M. Barth, Kay Ehling, Martin Hirsch, Dietrich Klose, und Hans-Christoph von Mosch. Im wissenschaftlichen Beirat des JNG sind Volker Heuchert, Oxford; Ulrike Peter, Berlin; Ulrich Pfisterer, München; Andreas Urs Sommer, Freiburg im Breisgau; Christian Stoess, Berlin; Klaus Vondrovec, Wien; Ute Wartenberg, New York; und Bernhard Woytek, Wien. Frühere Redaktionsmitglieder waren u. a. Max Bernhart, Hans Gebhart, Konrad Kraft und Bernhard Overbeck. Autoren können ihre Beiträge über die Website der Bayerischen Numismatischen Gesellschaft bei der Redaktion einreichen.

### Vortragsveranstaltungen
Die Bayerische Numismatischen Gesellschaft veranstaltet eine monatlich stattfindende Vortragsreihe in der Bibliothek der Staatlichen Münzsammlung München, Gäste sind immer willkommen. Die Termine werden auf der Website der Bayerischen Numismatischen Gesellschaft unter „Veranstaltungen“ regelmäßig bekannt gegeben.